# Gerhard Grimm (Historiker)
Gerhard Grimm (* 14. Oktober 1929 in Karlsruhe; † 17. Februar 2007 in München) war ein deutscher Historiker.

## Leben
Grimm wurde 1929 als Sohn eines Prokuristen geboren. Ab 1949 studierte er an der Universität Heidelberg zunächst Geschichte, Anglistik, Germanistik, Publizistik und Völkerkunde. Später wechselte er nach Berlin und schließlich nach München, wo er die Fächer Osteuropäische Geschichte bei Georg Stadtmüller, Byzantinistik und Geografie vertiefte. An der Ludwig-Maximilians-Universität (LMU) promovierte er 1959 über den Albanien-Forscher Johann Georg von Hahn. Im Jahre 1965 habilitierte er sich in München, erhielt dort eine Dozentur und wurde schließlich zum Professor ernannt. Bereits in den 1960er Jahren begann er die Bibliothek des Seminars (später Instituts) für Geschichte Osteuropas und Südosteuropas an der LMU aufzubauen. Neben der Geschichte Südosteuropas im Allgemeinen hatte er einen Schwerpunkt in griechischer Geschichte. Aber auch zur Zeitgeschichte veröffentlichte er Aufsätze. Er wirkte im Wissenschaftlichen Beirat der Südosteuropa-Gesellschaft und als Leiter des Instituts für Ost- und Westpreußische Landeskunde. 1995 ging er in den Ruhestand, blieb aber dem Universitätsinstitut verbunden, dessen Bibliotheksbestand er weiter pflegte. Infolge eines Unfalls starb der passionierte Radfahrer 77-jährig in München.

## Schriften (Auswahl)
Als Autor:
- Gerhard Grimm: Johann Georg von Hahn. 1811–1869. Leben und Werk (= Albanische Forschungen. Band 1). Harrassowitz, Wiesbaden 1964, DNB 451664566.
- Gerhard Grimm: Der Nationalsozialismus. Programm und Verwirklichung (= Geschichte und Staat. Band 244/245). Olzog, München 1981, ISBN 3-7892-7156-X.

Als Herausgeber:
- Gerhard Grimm (Hrsg.): Von der Pruth-Ebene bis zum Gipfel des Ida. Studien zur Geschichte, Literatur, Volkskunde und Wissenschaftsgeschichte des Donau-Balkan-Raumes. Festschrift zum 70. Geburtstag von Emanuel Turczynski (= Südosteuropa-Schriften. Band 10). Südosteuropa-Gesellschaft, München 1989, ISBN 3-925450-19-X.
- Gerhard Grimm (Hrsg.): Bayerns Philhellenismus. Symposium an der Ludwig-Maximilians-Universität München, 22. und 23. November 1991 (= Veröffentlichungen des Instituts für Orthodoxe Theologie. Band 1). München 1993, ISBN 3-9803437-0-7.
- Gerhard Grimm und Krista Zach (Hrsg.): Die Deutschen in Ostmittel- und Südosteuropa. Geschichte, Wirtschaft, Recht, Sprache (= Veröffentlichungen des Südostdeutschen Kulturwerks. Reihe B, Wissenschaftliche Arbeiten. Band 53). Band 1. Verlag Südostdeutsches Kulturwerk, München 1995, ISBN 3-88356-069-3.
- Gerhard Grimm und Krista Zach (Hrsg.): Die Deutschen in Ostmittel- und Südosteuropa. Geschichte, Wirtschaft, Recht, Sprache (= Veröffentlichungen des Südostdeutschen Kulturwerks. Reihe B, Wissenschaftliche Arbeiten. Band 73). Band 2. Verlag Südostdeutsches Kulturwerk, München 1996, ISBN 3-88356-106-1.
- Gerhard Grimm und Rado Pribić (Hrsg.): Talvj, Tesla und die geistige Welt der Südslawen. Zum Gedächtnis von Nikola Pribić (1913–1992) (= Veröffentlichungen des Instituts für Geschichte Osteuropas und Südosteuropas der Universität München. Band 17). Hieronymus, München 1999, ISBN 3-89791-076-4.